# Bang (US-amerikanische Band)
Bang ist eine 1969 gegründete Hard-Rock- und Proto-Doom-Band.

## Geschichte

### Gründungsphase
Bang wurde 1969 in Philadelphia in Pennsylvania von dem Schlagzeuger Tony Diorio, dem Sänger und Bassisten Frank Ferrara und dem Gitarristen Frank Gilcken gegründet. 
Die damaligen Teenager Gilcken und Ferrara spielten bereits zusammen in Bands, hatten unmittelbar die High School abgebrochen und inserierten in einer Lokalzeitung auf der Suche nach einem Schlagzeuger. Diorio, der zehn Jahre älter und familiär gebunden war, antwortete und ergänzte die Gruppe zum Trio. Zu Beginn probte die Band mit Coverversionen von Black Sabbath, entwickelte jedoch zügig eigene Ideen. Diorio verfasste die Texte, Gilcken und Ferrara die Riffs und Melodien. Da den Musikern das Vertrauen in den eigenen Gesang fehlte, beschlossen sie, einen Leadsänger als auch einen Keyboarder hinzuzuziehen, um ihren Sound zu vervollständigen. Sie wechselten kurzzeitig einige Keyboarder und den Sänger C.J., der beim ersten Auftritt von Bang sang. Der Auftritt fand in einer örtlichen psychiatrischen Klinik statt, in der C.J. untergebracht war.
Allerdings bildete sich keine stabile Konstellation heraus und sowohl C.J. als auch eine Reihe Keyboarder mussten Bang wieder verlassen. Diorio siedelte nach Claymont in Delaware um, wo er einen Gemischtwarenladen übernahm. Gilcken und Ferrara folgten und arbeiteten in Teilzeit in verschiedenen Tätigkeiten. Die Band probte im Keller des Ladens und schrieb einen Großteil des Konzeptalbums Death of a Country.

### Bang
Im Bemühen um einen Vertrag reiste die Band nach Miami und machte einen Umweg über Orlando, nachdem ihnen ein Tankstellenwart vorschlug, sich als Vorband für den am Abend in Orlando auftretenden Rod Stewart zu bewerben. Bang fuhr nach Orlando, forderte ein Vorspiel ein und beeindruckte Rick Bowen, den Inhaber des Konzertveranstalters East Coast Concerts. Bang konnte so an dem Abend für Rod Stewart and the Faces, Deep Purple und Southern Comfort eröffnen. Nach dem Auftritt bot Bowen Bang einen weiteren Auftritt, diesmal im Vorprogramm von Steppenwolf an. So wurde Bowen zum Manager der Band. Bowen ermöglichte Bang über sein Unternehmen weitere Auftritte im Vorprogramm von Alice Cooper, Black Sabbath und vielen weiteren Interpreten. Mit der so erarbeiteten Bekanntheit beschloss die Gruppe, ihr Debüt von einem Label unabhängig einzuspielen und es später über ein Label vertreiben zu lassen. Die Band buchte das Criteria Studios in Miami. Ron und Howard Albert produzierten die Aufnahmen. Carl Richardson, der später für eine Reihe Bee Gees-Hits verantwortlich zeichnete, war Tontechniker der Aufnahmen. Capitol Records nahm die Band auf Basis der Aufnahmen Anfang des Jahres 1972 unter Vertrag. Das Label lehnte allerdings eine Veröffentlichung des Albums ab und forderte ein zugänglicheres Debüt. Das schwere Konzeptalbum erschien dem Unternehmen als Debüt kommerziell nicht rentabel. Im selben Jahr wurde ein selbstbetiteltes Album als offizielles Debüt unter der Leitung von Michael Sunday, der bereits Blue Cheer produziert hatte, eingespielt. Sunday setzte Ferrara aufgrund seines Aussehens auf die Position des Sängers und beauftragte die Band, binnen zwei Wochen ein neues Album zu schreiben. Nach den vorgegebenen zwei Wochen hatte die Band das Album fertig und Sunday förderte die Geradlinigkeit und den frühen Hard-Rock- und Heavy-Metal-Klang der Gruppe. Capitol Records zeigte sich zufrieden und förderte eine umfangreiche Werbekampagne, inkl. Hubschrauberflügen und einem Bang-Day genannten Sondertag, an dem die Firmenzentrale entsprechend ausstaffiert und beschallt wurde. Als erster Tonträger der Gruppe erschien die Single Questions, mit der die Band auf dem 90. Platz in die Billboard Hot 100 und auf Platz 2 der Hong-Kong-Charts einstieg.

### Mother/Bow to the King
Allerdings versiegte das Interesse des Labels an der Band durch personelle Wechsel. Noch während Questions in den Charts stand, wurden die Unterstützer der Band bei Capitol entlassen. Manager, die ihre eigenen Plattenverträge zu promoten hatten, übernahmen. Auch Sunday verließ Capitol Records und bat Bang, mit ihm zu Epic Records zu wechseln, aber die Band hatte einen Vertrag über vier Alben mit Capitol Records unterzeichnet und das Unternehmen war nicht gewillt, den Vertrag aufzugeben. So vermittelte das Label Bang an den Produzenten Jeffrey Cheen, der für Mercury Records tätig gewesen war, bevor er zu Capitol Records wechselte. Cheen arrangierte die Aufnahmen für den Nachfolger von Bangs erstem Album in der Sound Factory in Los Angeles, Hollywood, mit dem Tontechniker Dave Hassinger (Grateful Dead). Im Studio angekommen ließ der Produzent Diorio durch Bruce Gary für die Aufnahme ersetzten. Diorio begriff, dass er auch langfristig durch das Unternehmen ausgegrenzt werden sollte und verließ die Band ohne mit seinen Bandmitgliedern zu brechen. Die Aufnahmen zu Mother/Bow to the King fanden so mit Gary und Duris Maxwell als Schlagzeuger statt. Cheen wollte auch die Arrangements neu strukturieren, woraufhin Gilcken und Ferrara das Album ohne Produzenten, mit den beiden Session-Schlagzeugern einspielten. Sie widmeten die Aufnahmen Diorio. Allerdings blieb der Erfolg des Albums hinter jenem des Debüts zurück. Auch die Single No Sugar Tonight blieb ohne Charterfolg. 

### Music
Capitol Records verlor zunehmend den Glauben an die Band und auch ihr Manager Bowen wand sich neuen Projekten zu. Als neuer Manager kehrte Diorio zur Band zurück. Indes blieb Gary der Schlagzeuger von Bang. Gemeinsam nahm die Gruppe das dritte Album Music erneut in der Sound Factory in Los Angeles, Hollywood, mit dem Tontechniker Dave Hassinger auf. Letztendlich beendete Bang ihren Vertrag mit Capitol mit einer beziehungsweise zwei Singles, die nicht auf dem Album erschienen. Feels Nice erhielt keinerlei Unterstützung von Capitol Records. Make Me Pretty wurde nicht mehr veröffentlicht. Das Unternehmen blockierte die Auftrittschancen der Band und zwang Bang damit zunehmend in die Auflösung, die 1974 erfolgte.

### Nach der Reunion
Im Jahr 1996 fand Bang wieder zusammen und nahm das neue Album Return to Zero auf. Die Band veröffentlichte es 1998 ohne Label. Bang blieb beisammen, lediglich der Schlagzeuger wechselte zwischenzeitlich. Im Jahr 2004 erschien das stärker am Metal orientierte Album The Maze.
Das britische Label Rise Above Records nahm sich nach der Reunion des bestehenden Materials an und veröffentlichte mehrere Kompilationen sowie das bis zu diesem Zeitpunkt unveröffentlichte Death of a Country 2011. Im Jahr 2023 folgte das Album Another Me, das in Kooperation mit Cleopatra Records veröffentlicht wurde.

## Stil
Bang wird „oft als Amerikas Antwort auf Black Sabbath bezeichnet“. Der Stil des Trios gilt als eine Melange der Härte von Black Sabbath und Led Zeppelin mit dem Groove von Grand Funk Railroad. Entsprechend wird die Gruppe dem Proto-Doom, Proto-Metal, Hard Rock und Psychedelic Rock zugerechnet. Insbesondere der Gesang von Ferrara wurde mit jenem von Robert Plant verglichen. Das Gitarrenspiel gilt als Spiel zwischen jenem der frühen Black Sabbath und Led Zeppelin. Es wird als kraftvoll, melodisch und dynamisch beschrieben. Als besonders einflussreich auf den eigenen Klang benannte die Band The Beatles und Black Sabbath.

## Diskografie (Auswahl)
- 1972: Keep On (Single, Capitol Records)
- 1972: Bang (Album, Capitol Records)
- 1972: Question (Single, Capitol Records)
- 1972: Mother/Bow to the King (Album, Capitol Records)
- 1972: No Sugar Tonight (Single, Capitol Records)
- 1973: Music (Album, Capitol Records)
- 1973: Must Be Love (Single, Capitol Records)
- 1974: Feels Nice (Single, Capitol Records)
- 1999: Return to Zero (Album, Selbstverlag; 2019, Hellion Records)
- 2004: The Maze (Album, Selbstverlag; 2019, Hellion Records)
- 2011: Death of a Country (Album, Rise Above Records; 2016, Svart Records)
- 2023: Another Me (Album, Cleopatra Records)